# Brewer (Maine)
Brewer es una ciudad ubicada en el condado de Penobscot en el estado estadounidense de Maine. En el Censo de 2010 tenía una población de 9.482 habitantes y una densidad poblacional de 233,41 personas por km².

## Geografía
Brewer se encuentra ubicada en las coordenadas 44°47′5″N 68°44′6″O / 44.78472, -68.73500. Según la Oficina del Censo de los Estados Unidos, Brewer tiene una superficie total de 40.62 km², de la cual 39.46 km² corresponden a tierra firme y (2.88%) 1.17 km² es agua.

## Demografía
Según el censo de 2010, había 9.482 personas residiendo en Brewer. La densidad de población era de 233,41 hab./km². De los 9.482 habitantes, Brewer estaba compuesto por el 95.39% blancos, el 0.72% eran afroamericanos, el 0.78% eran amerindios, el 1.04% eran asiáticos, el 0.01% eran isleños del Pacífico, el 0.3% eran de otras razas y el 1.76% pertenecían a dos o más razas. Del total de la población el 1.23% eran hispanos o latinos de cualquier raza.

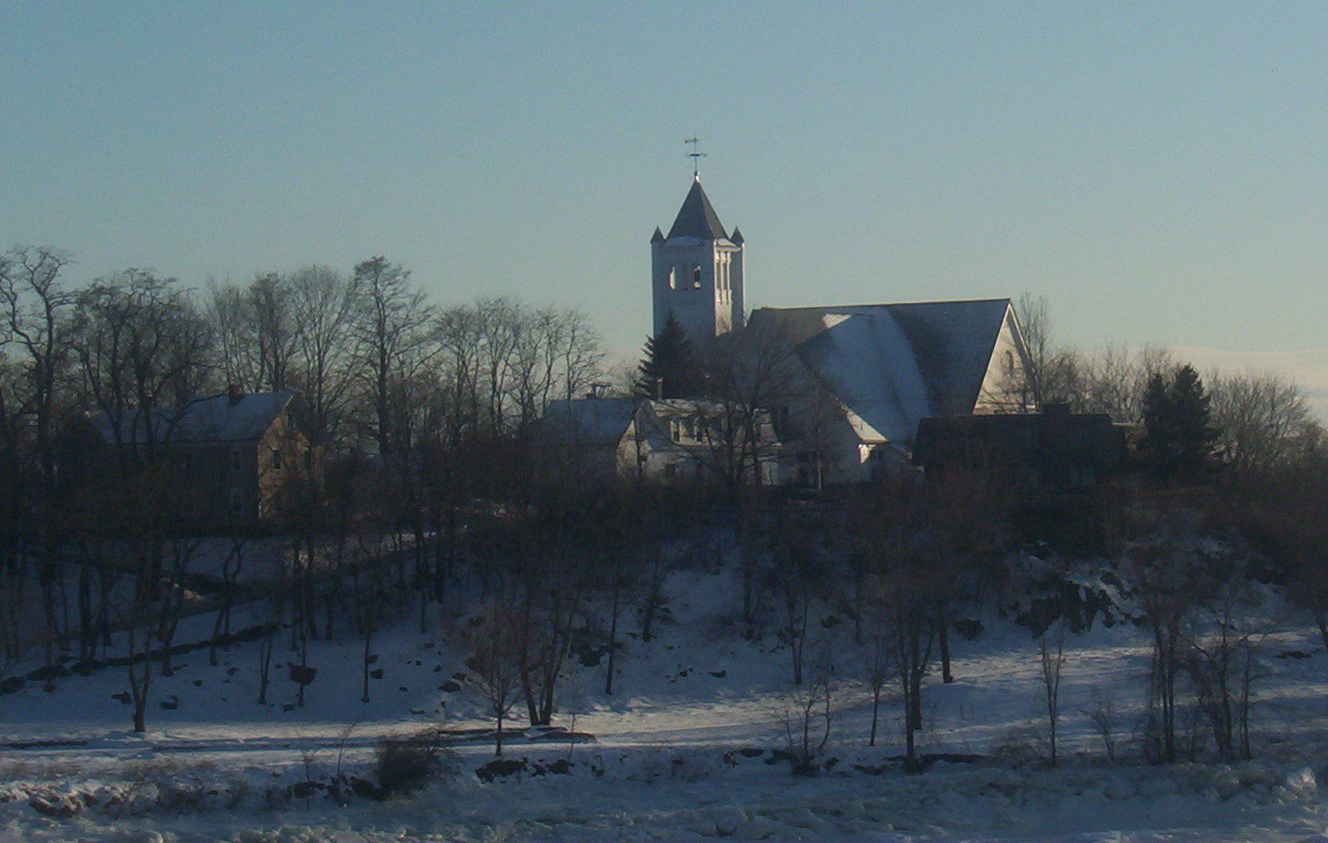
Primera Iglesia Congregacional en Brewer